# Cheshire-Pole
Cheshire-Pole, die Cheshire-Rute, war ein englisches Längenmaß und die größte der Ruten. Es war die Acht-Yard-Rute. Die andere Rute, engl. Pole, Perch, Rod oder Lug, hatte 5 ½ Yard und war die kleinste mit 5,02811 Meter. Gefolgt von der Woodlands-Pole mit 6 Yard und der Plantation-Pole mit 7 Yard.
- 1 Cheshire-Pole = 8 Yards = 7,31507 Meter